# Cratere Moltke

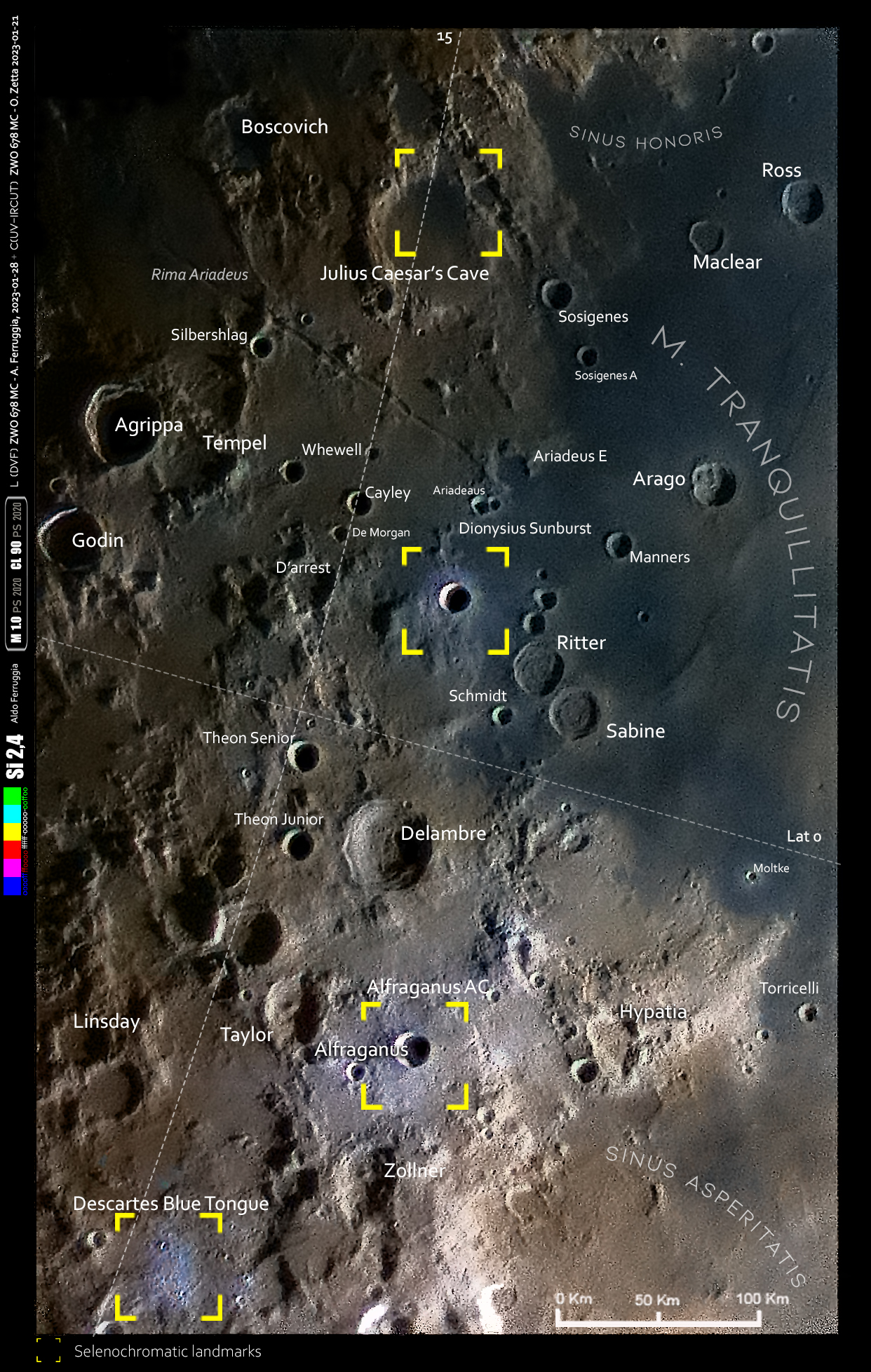
Il cratere (a destra) con le strutture vicine in una Immagine Selenocromatica(Si)

Moltke è un cratere lunare di 6,15 km situato nella parte sud-orientale della faccia visibile della Luna.